# Radnice v Rochdale
Radnice v Rochdale je viktoriánská, novogotická budova v Rochdale v Anglii. Je hlavním sídlem úřadů zodpovědných za správu metropolitního distriktu, který zahrnuje nejen samotné město Rochdale, ale i města a vesnice v širším okolí. Budova radnice je všeobecně považována za jednu z architektonicky nejvýznamnějších budov svého druhu ve Spojeném království a je zařazena na seznam památkově chráněných budov s hodnocením stupněm I, tedy jako stavba výjimečného významu.
Slavnostní otevření radnice proběhlo 27. září 1871, celkové náklady činily 160 000 liber. Hlavní architekt stavby William Henry Crossland zvítězil ve výběrovém řízení konaném v roce 1864. Součástí budovy byla i 73 metrů vysoká věž s dřevěnou špičkou, kterou zdobila pozlacená socha svatého Jiří s drakem. Jak špička, tak socha byly 10. dubna 1883 zničeny požárem a po další čtyři roky zůstala věž bez své vrcholové části. Od roku 1888 tvoří dominantu budovy nová kamenná věž navržená Alfredem Waterhousem ve stylu věže radnice v Manchesteru.
Budova radnice vzbudila pozornost i Adolfa Hitlera, který velmi obdivoval její architektonické ztvárnění a projevil touhu ji po vítězné válce převézt cihlu po cihle do nacistického Německa.

## Historie
Od dob průmyslové revoluce začalo Rochdale intenzívně růst a jeho význam jako průmyslového města se stále zvyšoval. Vybudováním železničního spojení, sítě kanálů pro lodní dopravu a mnoha továren se stalo atraktivním pro bohaté obchodníky. V lednu roku 1856 občané města sepsali petici, ve které požadovali, aby se Rochdale stalo samostatným okrskem lokální samosprávy, tzv. municipal borough. To by mu umožnilo získat jistou politickou nezávislost, volit městskou radu, starostu a další představitele, kteří by měli přímou kontrolu nad místními záležitostmi. Petice byla úspěšná a listina o vzniku samosprávy vešla v září roku 1856 v platnost.
Tím vyvstal požadavek na výstavbu radnice, aby se nově vzniklá rada města měla kde scházet. V roce 1860 tedy rada zorganizovala nákup vhodného pozemku pro budoucí výstavbu. Vybraná parcela se nacházela mimo centrum města a požadovaná cena činila 4 730 liber. Z důvodu dlouhotrvajících jednání byly plány na výstavbu odloženy, a to až do roku 1864, kdy vznikl nový návrh, který počítal s celkovým rozpočtem ve výši 20 000 liber.
Pozemek byl vyklizen, a to včetně demolice na něm stojícího domu. Není známo, co se stalo s jeho původními obyvateli, v té době ještě zákon úřadům nepředepisoval povinnost zajistit nuceně vystěhovaným náhradní bydlení. Rada města, vedená snahou o „úhlednou a elegantní budovu“, vyhlásila architektonickou soutěž. Jejímu budoucímu vítězi přislíbila částku 100 liber. Z 27 účastníků výběrového řízení komise vyhodnotila jako nejlepší návrh Williama Henryho Crosslanda. Základní kámen budoucí radnice položil dne 31. března 1866 rodák z Rochdale, radikál a poslanec parlamentu za Liberální stranu John Bright. Stavba byla dokončena roku 1871 s tím, že celkové náklady se oproti očekávání vyšplhaly až do výše 160 000 liber.
Celková náklady na pořízení stavby byly oproti původním odhadům výrazně vyšší, a to nejen v důsledku požadavků na dodatečné změny a vícepráce, ale i kvůli mnohdy špatným manažerským rozhodnutím a nehospodárnému nakládání s finančními prostředky. Hýřivé utrácení značných částek na okázalý vzhled a vybavení budovy radnice se neobešlo bez kritiky veřejnosti. Ta mířila zejména na architekta Crosslanda a na starostu města George Leach Ashwortha, který zodpovídal za průběh stavebních prací. Nicméně přes všechny problémy bylo výsledné dílo přijato s obdivem a hrdostí, a po ukončení prací se konaly mohutné oslavy. Do té doby „opuštěný a bažinatý říční břeh se proměnil v nesmírně romantické gotické zákoutí“. Otevírací ceremoniál se konal 27. září 1871 a jeho uváděním byl pověřen sám starosta Ashworth.
V roce 1882 se při průzkumu dřevěné špičky věže zjistilo, že je napadena dřevomorkou domácí a statik doporučil její rekonstrukci. Dělníci, kteří rozebírali vrchní část věže si z důvodu urychlení prací údajně pomohli sirkami a 10. dubna 1883 v 9 hodin a 20 minut byla dřevěná konstrukce v plamenech. Navzdory úsilí dobrovolníků i místní jednotky hasičů byla již 100 minut po objevení požáru zničena jak věž, tak i pozlacená socha svatého Jiří s drakem umístěná na jejím vrcholku. Přesná příčina požáru nebyla nikdy plně objasněna. Zničenou věž nahradila po čtyřech letech v roce 1887 věž nová. Na rozdíl od té původní je celá provedena z kamenného zdiva a  její výška je o 15 metrů menší. Došlo také ke změně polohy věže, a to asi o 14 metrů východním směrem.  Architektonickým návrhem rada města pověřila Alfreda Waterhouse, který je též autorem radnice v nedalekém Manchesteru.
Dne 15. ledna 1931, tedy v období vrcholící hospodářské krize, probíhaly v okolí budovy radnice mohutné protestní demonstrace proti nezaměstnanosti a hladovění a k její ochraně musely být povolány armádní zálohy.
Architektonické ztvárnění budovy radnice velmi obdivoval i vůdce nacistického Německa Adolf Hitler, ačkoli není zcela přesně známo, jakým způsobem se informace o ní dostala do jeho povědomí. Je možné, že se tak stalo v letech 1912–13, kdy se svým nevlastním bratrem Aloisem navštívili nedaleký Liverpool. Druhou možností je, že informace pocházely od nacistického obdivovatele Williama Joyce, který žil v jen několik kilometrů vzdáleném městě Oldham. Hitler byl budovou fascinován tak, že údajně nařídil, aby byla po vítězné válce rozebrána a převezena do Velkoněmecké říše. Platil též vůdcův rozkaz, podle kterého se musely německé bombardovací letouny vyhýbat městu Rochdale a jeho širokému okolí.

## Architektura

### Exteriér
Průčelí budovy s hlavním vchodem směřuje k řece Roch a sestává z gotické vstupní verandy s třemi lomenými oblouky vzájemně oddělenými podpěrnými pilíři. Na vrcholech těchto čtyř pilířů jsou osazeny pozlacené sochy lvů. Výzdobu hlavního vchodu tvoří kamenné kraby a chrliče, typické pro gotickou a potažmo i novogotickou architekturu.

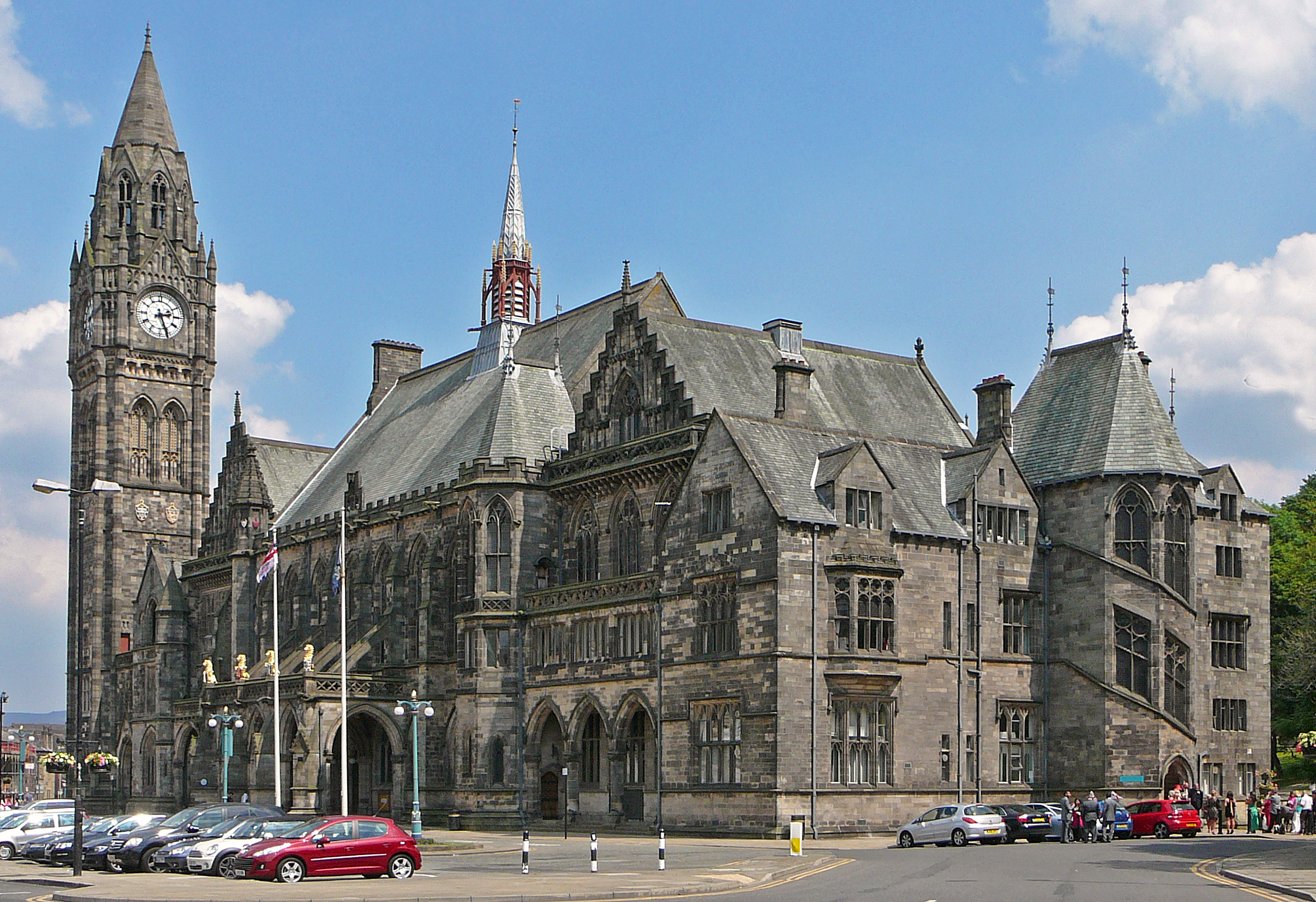
Celkový pohled z Town Hall Square

Budova radnice má rozměry 80 × 37 metrů a je vystavěna z pískovce původem z Blackstone Edge. Ačkoli vnější povrch zdiva vlivem nečistot v ovzduší oproti původnímu stavu poněkud zčernal, je budova popisována jako „významný příklad britské novogotické architektury“. Naturalisticky působící listoví, vyryté na fasádě, svým stylem připomíná obdobně zdobenou katedrálu v Southwellu, její architektonické ztvárnění nepochybně vychází z pozdní anglické gotiky a výrazně jej ovlivnily též středověké stavby radnic z mnoha míst v Evropě. Často bývá přirovnávána k dalším významným počinům novogotické architektury, jako například k radnici v Manchesteru, Královskému soudnímu dvoru a nádraží St Pancras v Londýně.
Podle slov historika umění a architektury Nicolause Pevsnera má radnice v Rochdale „nádherně drsný, temně pískovcový exteriér“. Budova má téměř symetrický půdorys tvaru písmena „E“ a je po své délce rozdělena na tři samostatné části: středovou Great Hall a příčná křídla na každé straně. Ta byla střídavě využívána jako debatní prostory, případně se v nich nacházely místnosti určené pro zasedání městského zastupitelstva a sály pro veřejnost. Symetrii tohoto rozdělení narušuje pouze věž, stojící při severovýchodním okraji stavby. Před hlavním vchodem se nalézá předsíň s arkádami. Budova je po své delší straně rozčleněna do čtrnácti segmentů, z nichž každý je tvořen samostatným klenebním polem. Oba krajní segmenty jsou třípodlažní (zbylá jsou pouze dvoupodlažní), třetí podlaží je vlastně podkrovím se štítovou stěnou.

### Věž

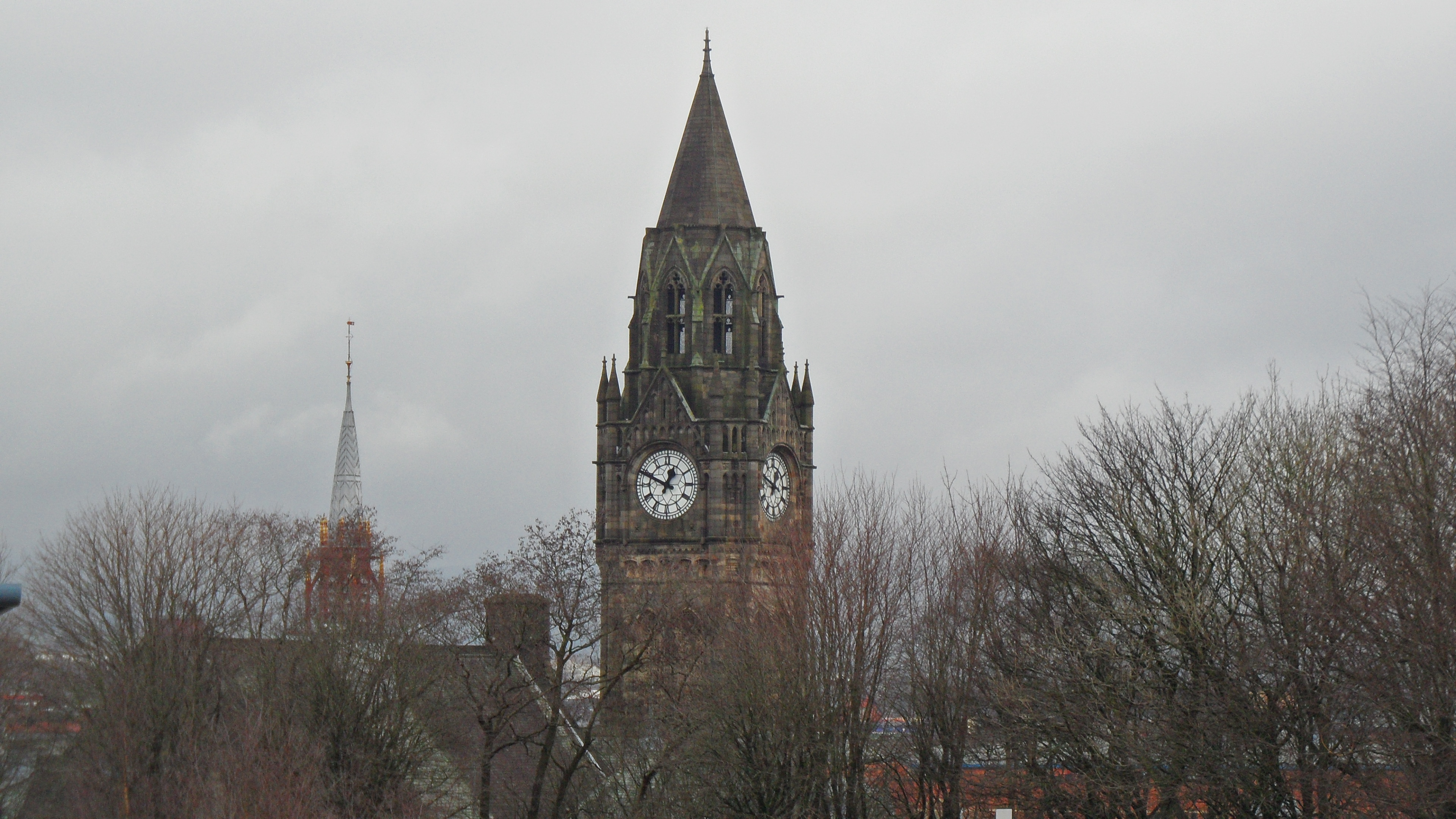
Věž radnice z návrší u kostela svatého Ceady

Kamenná, 58 metrů vysoká věž s hodinami tvoří dominantu radnice od roku 1887, kdy nahradila věž původní, zničenou požárem v roce 1883. Navrhl ji Alfred Waterhouse a je patrné, že se její styl podobá věži manchesterské radnice, které je rovněž autorem. Základní kámen položil Thomas Schofield, radní města Rochdale a smírčí soudce, dne 19. října 1885. Její dokončení a slavnostní předání do užívání proběhlo 20. června 1887, tedy při příležitosti oslav padesátého výročí nástupu královny Viktorie na trůn. Uvnitř se nachází pět zvonů, které odbíjejí v patnáctiminutových intervalech. Původní věž s dřevěnou špičkou byla stavebně komplikovanější a o 15 metrů vyšší než její kamenná nástupkyně.
Věž je posazena na kamenném soklu a je po své výšce rozdělena do pěti segmentů, včetně vrchní části osazené hodinovým strojem a vyzdobené fiálami. Celkovou kompozici dotváří malá kamenná špička.

### Interiér

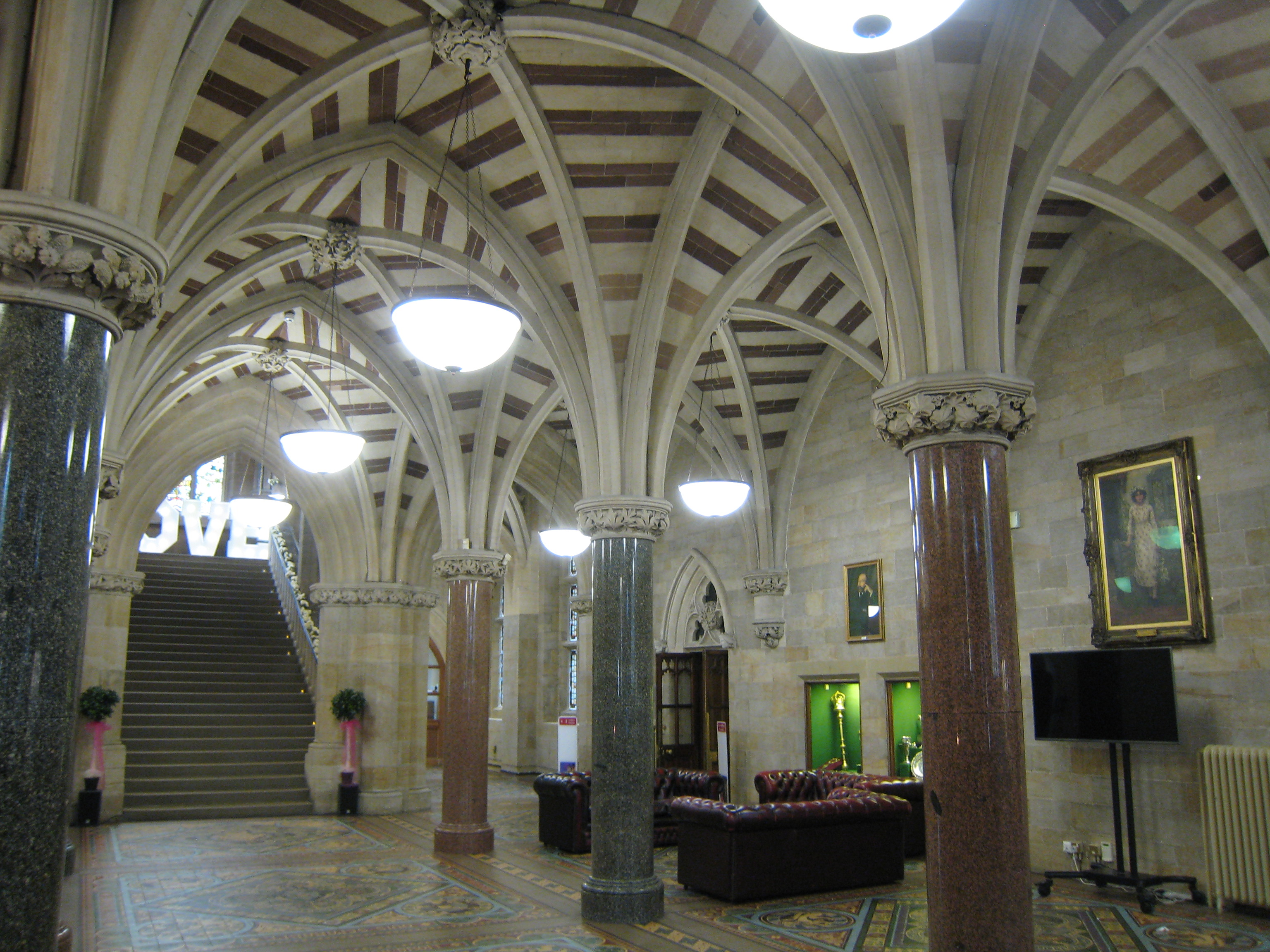
Vstupní hala s hlavním schodištěm v pozadí

Nástěnné malby v bývalé zasedací místnosti zobrazují vynálezy učiněné v průběhu průmyslové revoluce, Great Hall je vyzdobena velkou freskou s vyobrazením aktu podpisu Velké listiny práv a svobod od anglického malíře přelomu 19. a 20. století Henryho Holidaye, avšak malba již není kvůli svému stáří zcela zřetelná. Podlahu sálu tvoří dlažba se státním znakem a znakem města Rochdale. Prostor kamenného schodiště, které vede ze vstupní haly do Great Hall, je zdoben vitrážemi. Obdobně malovaná okna, z nichž některá pocházejí od Williama Morrise, bývají označována „jako nejlepší svého druhu v zemi“. Samotnou Great Hall, navrženou ve striktně středověkém stylu, popisuje Pevsner jako „spojení krásy a jednoduchosti“. Nosnou konstrukci zastřešení toho nejvýznamnějšího sálu tvoří kleštinový krov. Kleštiny jsou osazeny sochami andělů podobně, jako je tomu ve Westminster Hall.

## Okolí

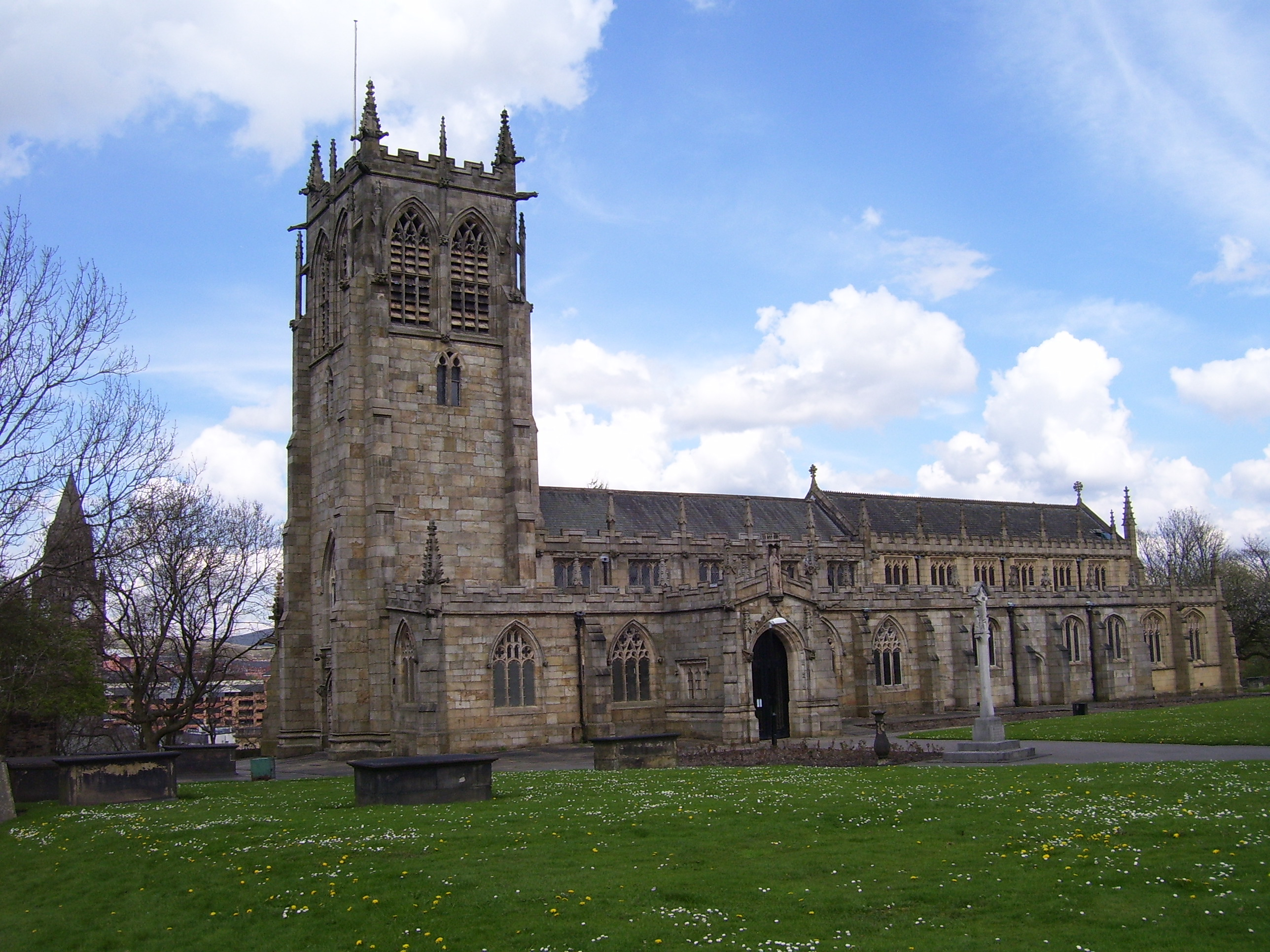
Kostel svatého Ceady s věží radnice v pozadí

Radnice v Rochdale je nejvýznamnějším objektem ve městě. Umístěna je nedaleko centra města jižně od řeky Roch na náměstí Town Hall Square tedy v překladu Radničním náměstí. Nedaleko budovy radnice stojí na zalesněném návrší  novogotický kostel svatého Ceady z druhé poloviny 19. století. Naproti hlavnímu vchodu se nachází památník obětí válečných konfliktů a asi 100 metrů západním směrem podél toku řeky stojí socha Johna Brighta, významného anglického radikála 19. století. V těsné blízkosti sochy je budova umělecké galerie Touchstones Rochdale.

## Ocenění a současné využití
Radnice je od 25. října 1951 zařazena na seznam památkově chráněných budov. Hodnocena je stupněm I, což značí stavbu zcela výjimečného významu. Ačkoli většina činností spojených se správou města byla již přenesena do modernějších kancelářských prostor, historická budova radnice stále nachází své využití pro mnohé slavnostní a kulturní příležitosti. Pořádají se zde svatby, uzavírání registrovaného partnerství, ale i slavnostní uvedení nového starosty města do úřadu a formální obřady udělení státního občanství.
V březnu 2018 oznámil generální ředitel BBC, že zvuk zvonů rochdalské radnice bude použit v živém vysílání zpráv na stanici Radio 4 namísto obvyklého vyzvánění Big Benu, který prochází údržbou.